# Gustav Bally
Gustav Emil Albert Bally (* 4. Dezember 1893 in Mannheim; † 29. November 1966 in Zürich) war ein Schweizer Psychiater und Psychoanalytiker.

## Leben

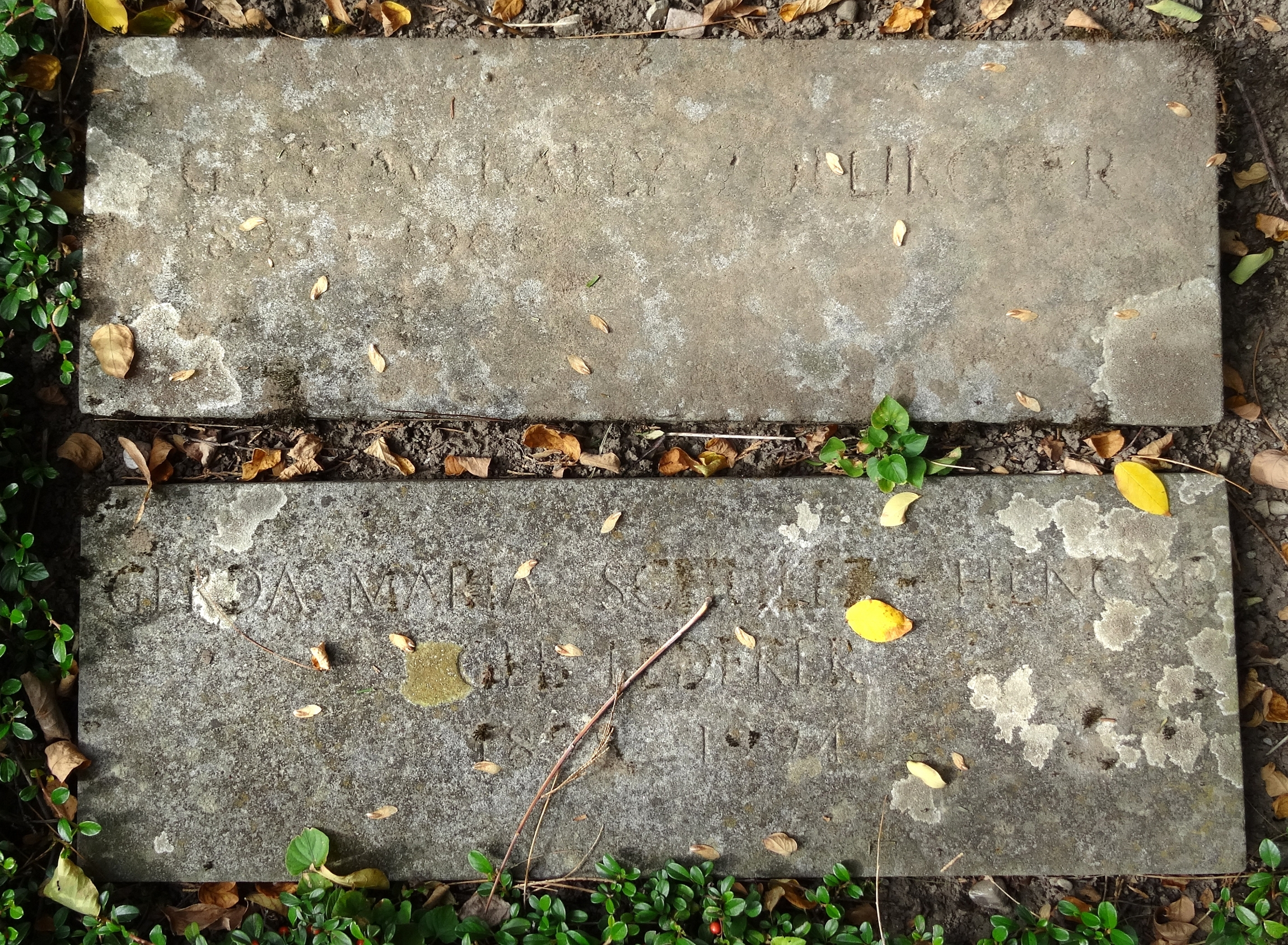
Grab, Friedhof Rehalp, Zürich

Der Sohn des Chemikers Oscar Bally besuchte die Schulen in Mannheim und Winterthur, wo er der Mittelschulverbindung Vitodurania beitrat. Nach Absolvierung der eidgenössischen Matura am Institut Minerva studierte er von 1914 bis 1920 Medizin an den Universitäten Zürich und Heidelberg. Er schloss 1920 in Zürich mit dem Staatsexamen ab. Danach bildete er sich von 1921 bis 1926 in Zürich, Münsingen und Berlin zum Psychiater aus. Eine Praxis betrieb er von 1926 bis 1932 in Berlin und von 1932 bis 1966 in Zürich. Er war zunächst Professor an der Handelshochschule St. Gallen. Von 1957 bis 1965 war er Titularprofessor für Psychotherapie an der Universität Zürich.
Gustav Bally fand seine letzte Ruhestätte auf dem Friedhof Rehalp in Zürich.

## Psychoanalyse
Bally hatte eine Ausbildung als Psychoanalytiker am "Berliner Psychoanalytisches Institut" (IPV, Freudianer) absolviert. Er betrachtete die Freud’sche Psychoanalyse aber mit einer Distanz und versuchte sie anzureichern mit Daseinsanalytischen Ansätzen von Ludwig Binswanger und anthropologischen Erkenntnissen von Adolf Portmann. Damit erweckte er Argwohn in der "Schweizer Psychoanalytischen Vereinigung" (Freudianer).
Bally war Ausbildner für Psychotherapeuten an der psychiatrischen Universitätsklinik Burghölzli (Direktor: Manfred Bleuler) und später Lehranalytiker.
Er analysierte u. a. Gaetano Benedetti, Gerd Biermann, Fritz Meerwein Alexander Mitscherlich, und Ambros Uchtenhagen.

## Schriften (Auswahl)
- Psychologische Phänomene im Bedeutungswandel. Haupt, Bern 1924 (Dissertation, Universität Zürich, 1923/24); Nachdruck: Kraus, Nendeln 1970.
- Vom Ursprung und von den Grenzen der Freiheit: Eine Deutung des Spiels bei Tier und Mensch. Schwabe, Basel 1945.
- Ordnung und Ursprünglichkeit. In: Psyche. Bd. 9, 1955, S. 329–349.
- Einführung in die Psychoanalyse Sigmund Freuds. Rowohlt, Reinbek bei Hamburg 1961.